# Ekoudendi
Ekoudendi est un village du Cameroun, situé dans la commune de Ngomedzap, le département du Nyong-et-So'o et la région du Centre.

## Population
En 1963, Ekoudendi comptait 712 habitants, principalement des Ewondo. Lors du recensement de 2005, on y a dénombré 683 personnes.

## Personnalités liées à la commune
- Dieudonné, dont le père était le chef du village[3].